# Соколов, Виктор Петрович (хоккеист)
Виктор Петрович Соколов (род. 24 июня 1955) — советский хоккеист, защитник. Мастер спорта СССР. Российский тренер.

## Биография
Воспитанник «Кристалла» Электросталь, первый тренер Ю. Г. Парамошкин. В первенстве СССР начинал играть в командах первой лиги «Кристалл» (1972—1973) и СКА МВО Калинин — Липецк (1973—1977). В высшей лиге выступал в составе клубов «Динамо» Рига (1976/77 — 1977/78), «Химик» Воскресенск (1978/79 — 1983/84), «Ижсталь» Устинов (1984/85 — 1985/86). Играл в первой лиге за «Кристалл» (1986/87), «Торпедо» / «Ладу» Тольятти (1987/88 — 1989/90), «Нефтехимик» Нижнекамск (1992/93), за «Тэбукнефть» (Нижний Одес, класс «Б» первенства России 1992/93).
Работал тренером в командах «КомиТЭК» (1993/94 — 1995/96, тренер), «Кристалл-2» Электросталь (1996/97 — 1997/98, главный тренер), «Русич-Эксима» (Владимир — Рыбинск, 2001/02 — 2002/03, тренер), ТХК (2003/04, тренер), «Велком» (Истра, 2004, главный тренер), «Владимир» (2004/05, главный тренер), "Дмитров (2005/06 — 2007/08, тренер), «Кристалл» Электросталь (2009, главный тренер), «Кристалл» Электросталь (2009/10, юношеский тренер), «Молот-Прикамье» (2010/11, тренер), «Дмитров» (2012/13, тренер ДЮСШ), «Витязь» Чехов (2014/15 — 2017/18, юношеский тренер), «Клин спортивный» (2018/19 — 2019/20, юношеский тренер).